# Arthur Crudup
Arthur "Big Boy" Crudup (Forest, Nassawadox, Virgínia, 24 de agosto de 1905 - 28 de março de 1974) foi um cantor, compositor e guitarrista americano de blues. É sobretudo conhecido por várias das suas canções, como "That's All Right", "My Baby Left Me" e "So Glad You're Mine", terem sido regravadas por Elvis Presley e diversos outros artistas ligados ou não ao rock and roll.
No Brasil, teve várias músicas regravadas por Raul Seixas.

## Biografia
Tendo começado a guitarra com 32 ou 34 anos de idade, fez nome em Chicago ao ser descoberto no início da década de 1940 por Lester Melrose, da gravadora Okeh and Bluebirds Records. Enganado por Melrose, dificilmente iria ter quaisquer direitos de autor das suas gravações e capas. Quando terminou com Melrose em 1947, revendeu o seu contrato com a RCA Records, uma gravadora com a qual gravou com frequência e tornou-se um grande sucesso na comunidade negra.
Já um bocado antiquado no início da década de 1950, e farto pelo tratamento que reserva para ele a sua casa do disco, Arthur Crudup quebra o seu contrato em 1954, voltando ao seu Mississippi natal onde viveria com dificuldades financeiras, cultivando a terra durante o dia e tocando de tarde notavelmente em juke joints, cabarés de blues.
Nos anos 1960, com o regresso dos blues devido ao boom dos british blues e apoiado pelo manager Dick Watermann, retoma a música com quatro novos álbuns e um regresso em 1968. Ao mesmo tempo, tenta fazer valer os seus direitos. Apesar de anos de provações e esforços de Dick Watermann, não consegue recuperar as somas que lhe devem. Morre em miséria em 1974 de um ataque cardíaco.

## Ligações Externas
- Biografia {{en}
- Arthur Crudup (em inglês) no AllMusic (em inglês)
- "Big Boy" Crudup Arthur "Big Boy" Crudup (em inglês) no Discogs (em inglês)
- Links (em inglês)
- Arthur Crudup (em inglês)
- Illustrated Discografia (em inglês)